# Schaal van Beaufort (Sallinen)
De Schaal van Beaufort is een compositie van de  Finse componist Aulis Sallinen. Het is een zogenaamde humoresque voor gemengd koor. Het koor zingt a capella de (Engelstalige) tekst c.q. uitleg van Francis Beaufort bij zijn Schaal van Beaufort. Het gemengde koor begint heel zacht bij windkracht 0 en moet steeds sterker zingen. Tijdens elke tekststrofe (lees tekst bij windkracht) wordt als tweede stem het oplopende telsysteem (een-twee-drie-etc.) gezongen; dat moet binnen één strofe steeds sneller gezongen worden om op tijd klaar te zijn, de lucht moet derhalve binnen het lichaam met oplopende "windkracht" gezongen worden.
Bij windkracht 11 valt het koor stil; het enige dat nog gezongen wordt is ···---··· met de bijbehorende letters (s-s-s-oo-oo-oo-s-s-s). Daarna is de compositie afgelopen.
Het werd voor het eerst gezongen in Jyväskylä tijdens een muziekbijeenkomst aan het Klemetti Instituut door het eigen kamerkoor aldaar onder leiding van Kaj-Erik Gustafsson, juni 1984.

## Tekst
```
Calm
Smoke rises vertically
Not a leaf moves
Sea like a mirror
SSSOOOSSS (repeat as long as convenient)

(gesproken:) One Beaufort
Light air
Direction shown by smoke drift but not by wind vanes

(gesproken:) Two Beaufort
Light breeze
Leaves rustle

(geroepen:) Three
Gentle breeze
Leaves and small twigs in constant motion
....
(geroepen:) Four Beaufort
Moderate breeze
...
(geroepen:)Five
...

```

(vergelijk beschrijvingen op w:en:Beaufort scale#Modern scale).

## Discografie
- Uitgave Skylark (een platenlabel uit Canada): het Phoenix Chamber Choir uit Richmond (Brits-Columbia) in een opname uit 1993 ter gelegenheid van het 10-jarig bestaan.

## Bron
- FIMIC (voormalige Finnish Music Information Center)